# Jimmie Rodgers
Pour les articles homonymes, voir Jimmie Rodgers (chanteur pop), Jimmie Rodgers (diplomate) et Rodgers.
Jimmie Rodgers, né le 8 septembre 1897 et mort le 26 mai 1933, est un chanteur américain de musique country du début du XXe siècle, particulièrement connu pour son yodel. Il fut un précurseur du rock' n ' roll et l'une des premières stars de la country, et était aussi surnommé « The Singing Brakeman », « The Blue Yodeler », et « The Father of Country Music ».

## Biographie

### Jeunesse
Son lieu de naissance est encore contesté aujourd'hui, de nouveaux indices pouvant laisser penser qu’il serait né à Geiger, en Alabama et aurait ensuite déménagé avec ses parents quand il était enfant à Meridian, une petite ville dans l’Est du Mississippi.
Né d’Éliza et Aaron Rodgers, un contremaître sur le Mobile and Ohio Railroad, il est le plus jeune des trois fils. Sa mère, à la santé fragile, meurt alors que Jimmie a seulement cinq ans. À cause de sa mort et du travail accaparant de leur père, Jimmie et son frère aîné, Walter, déménagent en 1904. Ils passent quelques années dans le sud-est du Mississippi et le sud-ouest de l’Alabama, habitant chez des parents. En premier lieu, ils séjournent chez leur tante, la sœur de leur mère. C’est là que Jimmie découvre son intérêt pour la musique. Ancienne enseignante d'anglais et de musique, sa tante lui fait découvrir de nombreux genres musicaux. Jimmie Rodgers a aussi un grand-père et un oncle pasteur qui jouent tous les deux du violon.
En 1911, Jimmie retourne auprès de son père et de sa nouvelle femme. Il démontre son intérêt pour le spectacle en organisant les pièces de la ville ce qui, enfin, le motive à s’inscrire à des concours de variétés. À l’âge de douze ans, Jimmie chante la chanson Steamboat Bill dans un concours de variétés et il gagne. Du fait de sa célébrité naissante, Jimmie fugue plusieurs fois, chantant dans des spectacles itinérants ainsi que pour des medecine shows, spectacles destinés à attirer la clientèle vers un camelot vendeur de remède miracle ou vers un arracheur de dents. À l’âge de 13 ans, son père le retrouve et le ramène à la maison en lui donnant le choix entre travailler aux chemins de fer ou aller à l’école. Jimmie choisit sans hésitation de rejoindre son frère et son père sur les voies.

### Éducation et influences
Son éducation est instable à cause de sa conduite déchaînée. Tout ce qu’il a appris durant sa vie, il l'a tiré de ses expériences dans la rue et sur les chemins de fer. En voyageant sur tout le réseau ferroviaire, il rencontre beaucoup de travailleurs et de vagabonds qui l’influencent en l’initiant aux danses traditionnelles, aux berceuses et au blues. Durant les années 1920, le Mississippi regorgeait de chanteurs noirs et d'artistes de blues.
Parmi d’autres habiletés artistiques, il a appris la comédie black-face, des styles variés de chant, et comment jouer de plusieurs instruments incluant le banjo, la mandoline et la guitare. Les sentiments de tristesse et d’épreuves évidentes dans le genre traditionnel de blues sont devenus les éléments utiles pour la création de son propre style de musique : une combinaison de blues, country et hillbilly. Cela a eu pour résultat de faire de lui un individu qui avait beaucoup de confiance en soi d’une part mais d'une autre part, il est devenu un peu solitaire et mécontent[Quoi ?].

### Sa famille et sa santé
En avril 1920, à Meridian, Jimmie épouse Carrie Williamson. Fille d’un pasteur méthodiste, elle est encore à l’école quand ils se marient, ce qui n’est pas rare à l'époque. En 1921, Carrie donne naissance à leur fille Anita. Pendant sa carrière, la petite famille de Jimmie, qui l'entoure durant les temps difficiles, constitue sa plus grande source d'inspiration.
Rodgers essaye de subvenir aux besoins de sa famille en travaillant au chemin de fer, en chantant avec les troupes de tentes. En 1924, la maladie de Jimmie est diagnostiquée : la tuberculose, maladie alors incurable. Hospitalisé presque à l’article de la mort, Jimmie ne perd cependant pas sa motivation : sa condition serait un défi qui lui donnerait la force de poursuivre son rêve de chanter. Cependant, il doit cesser de travailler.
Trois ans plus tard, il déménage à Asheville, en Caroline du Nord, pensant que l’altitude et l’air frais amélioreraient sa santé. Il est possible que l'importante scène musicale présente en Caroline du Nord ait pesé dans ce choix.

### Carrière
Durant son séjour à Asheville, Jimmie cherche à chanter et à utiliser ses talents dans toute la ville et même dans des communautés excentrées. Finalement, le 18 avril 1927, il a l’occasion de chanter sur WWNC, la première station radio d’Asheville. Ceci accentue sa popularité et le mène à rencontrer un groupe de cordes venant du Tennessee nommé « The Tenneva Ramblers ».
Avec ce groupe, Jimmie a sa propre émission chaque semaine à la WWNC sous le nouveau nom « The Jimmie Rodgers Entertainers ». Le répertoire qu’ils jouent comprend des chansons populaires, du blues, des matériaux traditionnels mêlés à des compositions.
En juillet 1927, les « Ramblers » apprennent que Ralph Peer, un chasseur de talents pour la compagnie Victor Talking Machine Company (maintenant RCA Records), doit venir à Bristol, Tennessee, dans leur ville natale. Ils empruntent une voiture et partent en août 1927 vers Bristol dans l’espoir de passer une audition devant Peer. Ralph Peer, qui cherche du folk des Appalaches, dirige les auditions pendant deux semaines. Les sessions d’enregistrement ont lieu dans un vieil édifice au centre-ville de Bristol. En se présentant en groupe, les musiciens pensent impressionner davantage Peer. Cependant, la veille de leur audition, une dispute au sujet de la position de leader éclate entre Jimmie et d'autres membres des Ramblers. Jimmie décide de chanter seul avec sa guitare. Il enregistre deux chansons ce jour-là : Sleep, Baby, Sleep et The Soldier’s Sweetheart, Ralph ayant rejeté la chanson préférée de Jimmie, T for Texas.

### Succès
Son disque sort le 7 octobre 1927, sans grand succès. Toutefois, en novembre, Victor décide de lui donner une autre chance d’enregistrer avec Peer à New York. Cette fois, il enregistre un disque de quatre chansons, dont T for Texas, renommé par la compagnie Blue Yodel. Comme ils l'avaient pressenti, cette chanson a un énorme succès.
Elle montre l’originalité de sa voix, combinée à son habileté à la guitare, ainsi que son yodle étrange et spécifique, devenu sa propre marque dans le monde de la musique. Toutes ses chansons suivantes eurent les mêmes thèmes de blues montrant les épreuves qu’il a dû endurer.
En 1928, son succès continue à grandir, et il enregistre plusieurs nouvelles chansons : Way Out on the Mountain, Blue Yodel No. 4, Waiting for a Train, et In the Jailhouse Now. Ces chansons lui apportent le succès dont il a besoin pour le lancer aux Stardom. Le 16 juillet 1930, il a l’occasion de collaborer avec Louis Armstrong sur la chanson Blue Yodle No. 9 ou autrement Standin’ in the Corner.
En 1929, il est devenu une vedette, ses concerts étant devenus populaires partout dans le monde. Il n’a pas de difficulté à vendre ses disques, mais tout le stress qu’il endure lui pose de grands problèmes et sa santé décline encore. En 1931 et 1932 Jimmie doit annuler plusieurs concerts ainsi que de nombreux films.
La crise économique de 1929 le touche aussi durement.

### Sa mort
Le 17 mai 1933, une session d’enregistrement est prévue avec Peer. Jimmie enregistre quatre chansons dès la première séance. Mais il tombe malade et doit commander un lit de camp dans le studio. On dit qu’une fermière l’y accompagne. Après quelques jours de repos dans un hôtel proche du studio il revient et enregistre quelques chansons supplémentaires, dont Mississippi Delta Blues. Pour son dernier morceau, Years Ago, Jimmie veut chanter avec sa seule guitare, finissant sa carrière comme il l'a commencé : un homme ordinaire avec sa guitare qui chante à propos du blues de la vie, en nous racontant les aventures, les amours et les épreuves endurées durant sa vie à Meridian.
Le 26 mai 1933, James Charles Rodgers meurt d’une hémorragie au poumon.
Son corps est ramené par train à Meridian, sa ville natale. Il y reste pendant quelques jours pour que tous ses admirateurs ainsi que sa famille puissent lui rendre hommage. Entre une centaine et plusieurs milliers de personnes sont venus rendre hommage à ce pionnier de la musique country et cet homme dont la musique exprimait toutes les épreuves et souffrances de la vie ainsi que les bonheurs et joies de cette époque.

## Honneurs
| Année d'introduction | Catégorie                              |
| -------------------- | -------------------------------------- |
| 1961                 | Country Music Hall of Fame             |
| 1970                 | Songwriters Hall of Fame               |
| 1986                 | Rock and Roll Hall of Fame             |
| 1993                 | Alabama Music Hall of Fame             |
| 1997                 | Rock and Rool Hall of Fame             |
| 2003                 | CMT's 40 Greatest Men of Country Music |

## Discographie
Jimmie a enregistré 100 chansons pour RCA records au cours de sa carrière. Cet inventaire d'enregistrement peut être trouvé sur la version anglaise de ce site de wikipedia.
| Titre                                         | Numéro de disque | Date de l'enregistrement | Lieu d'enregistrement           |
| --------------------------------------------- | ---------------- | ------------------------ | ------------------------------- |
| The Soldier’s Sweetheart                      | Victor 20864     | 4 août 1927              | Bristol, Tennessee              |
| Sleep, Baby, Sleep                            | Victor 20864     | 4 août 1927              | Bristol, Tennessee              |
| Ben Dewberry’s Final Run                      | Victor 21245     | 30 novembre 1927         | Camden, New Jersey              |
| Mother Was a Lady (If Brother Jack Were Here) | Victor 21433     | 30 novembre 1927         | Camden, New Jersey              |
| Blue Yodel No. 1                              | Victor 21142     | 30 novembre 1927         | Camden, New Jersey              |
| Away Out on the Mountain                      | Victor 21142     | 30 novembre 1927         | Camden, New Jersey              |
| Dear Old Sunny South by the Sea               | Victor 21574     | 14 février 1928          | Camden, New Jersey              |
| Treasures Untold                              | Victor 21433     | 14 février 1928          | Camden, New Jersey              |
| The Brakeman’s Blues                          | Victor 21291     | 14 février 1928          | Camden, New Jersey              |
| The Sailor’s Plea                             | Victor 40054     | 14 février 1928          | Camden, New Jersey              |
| In the Jailhouse Now                          | Victor 21245     | 15 février 1928          | Camden, New Jersey              |
| Blue Yodel No. 2 (My Lovin’ Gal, Lucille)     | Victor 21291     | 15 février 1928          | Camden, New Jersey              |
| Memphis Yodel                                 | Victor 21636     | 15 février 1928          | Camden, New Jersey              |
| Blue Yodel No. 3                              | Victor 21531     | 15 février 1928          | Camden, New Jersey              |
| My Old Pal                                    | Victor 21757     | 12 juin 1928             | Camden, New Jersey              |
| My Little Old Home Down in New Orleans        | Victor 21574     | 12 juin 1928             | Camden, New Jersey              |
| You and My Old Guitar                         | Victor 40072     | 12 juin 1928             | Camden, New Jersey              |
| Daddy and Home                                | Victor 21757     | 12 juin 1928             | Camden, New Jersey              |
| My Little Lady                                | Victor 40072     | 12 juin 1928             | Camden, New Jersey              |
| Lullaby Yodel                                 | Victor 21636     | 12 juin 1928             | Camden, New Jersey              |
| Never No Mo’ Blues                            | Victor 21531     | 12 juin 1928             | Camden, New Jersey              |
| My Carolina Sunshine Girl                     | Victor 40096     | 20 octobre 1928          | Atlanta (Géorgie)               |
| Blue Yodel No. 4 (California Blues)           | Victor 40014     | 20 octobre 1928          | Atlanta (Géorgie)               |
| Waiting for a Train                           | Victor 40014     | 22 octobre 1928          | Atlanta (Géorgie)               |
| I’m Lonely and Blue                           | Victor 40054     | 22 octobre 1928          | Atlanta (Géorgie)               |
| Desert Blues                                  | Victor 40096     | 21 février 1929          | New York (New York)             |
| Any Old Time                                  | Victor 22488     | 21 février 1929          | New York (New York)             |
| Blue Yodel No. 5                              | Victor 22072     | 23 février 1929          | New York (New York)             |
| High Powered Mama                             | Victor 22523     | 23 février 1929          | New York (New York)             |
| I’m Sorry We Met                              | Victor 22072     | 23 février 1929          | New York (New York)             |
| Everybody Does It in Hawaii                   | Victor 22143     | 8 août 1929              | Dallas (Texas)                  |
| Tuck Away My Lonesome Blues                   | Victor 22220     | 8 août 1929              | Dallas (Texas)                  |
| Train Whistle Blues                           | Victor 22379     | 8 août 1929              | Dallas (Texas)                  |
| Jimmie’s Texas Blues                          | Victor 22379     | 10 août 1929             | Dallas (Texas)                  |
| Frankie and Johnnie                           | Victor 22143     | 10 août 1929             | Dallas (Texas)                  |
| Whisper Your Mother’s Name                    | Victor 22319     | 22 octobre 1929          | Dallas (Texas)                  |
| The Land of My Boyhood Dreams                 | Victor 22811     | 22 octobre 1929          | Dallas (Texas)                  |
| Blue Yodel No. 6                              | Victor 22271     | 22 octobre 1929          | Dallas (Texas)                  |
| Yodelling Cowboy                              | Victor 22271     | 22 octobre 1929          | Dallas (Texas)                  |
| My Rough and Rowdy Ways                       | Victor 22220     | 22 octobre 1929          | Dallas (Texas)                  |
| I’ve Ranged, I’ve Roamed and I’ve Travelled   | Bluebird 5892    | 22 octobre 1929          | Dallas (Texas)                  |
| Hobo Bill’s Last Ride                         | Victor 22241     | 13 novembre 1929         | La Nouvelle-Orléans (Louisiane) |
| Mississippi River Blues                       | Victor 23535     | 25 novembre 1929         | Atlanta (Géorgie)               |
| Nobody Knows But Me                           | Victor 23518     | 25 novembre 1929         | Atlanta (Géorgie)               |
| Anniversary Blue Yodel (Blue Yodel No. 7)     | Victor 22488     | 26 novembre 1929         | Atlanta (Géorgie)               |
| She Was Happy Till She Met You                | Victor 23681     | 26 novembre 1929         | Atlanta (Géorgie)               |
| Blue Yodel No.11                              | Victor 23796     | 27 novembre 1929         | Atlanta (Géorgie)               |
| A Drunkard’s Child                            | Victor 22319     | 28 novembre 1929         | Atlanta (Géorgie)               |
| That’s Why I’m Blue                           | Victor 22421     | 28 novembre 1929         | Atlanta (Géorgie)               |
| Why Did You Give Me Your Love?                | Bluebird 5892    | 28 novembre 1929         | Atlanta (Géorgie)               |
| My Blue-Eyed Jane                             | Victor 23549     | 30 juin 1930             | Los Angeles (Californie)        |
| Why Should I Be Lonely?                       | Victor 23609     | 30 juin 1930             | Los Angeles (Californie)        |
| Moonlight and Skies                           | Victor 23574     | 30 juin 1930             | Los Angeles (Californie)        |
| Pistol Packin’ Papa                           | Victor 22554     | 1er juillet 1930         | Los Angeles (Californie)        |
| Take Me Back Again                            | Bluebird 7600    | 2 juillet 1930           | Los Angeles (Californie)        |
| Those Gambler’s Blues                         | Victor 22554     | 5 juillet 1930           | Los Angeles (Californie)        |
| I’m Lonesome Too                              | Victor 23564     | 7 juillet 1930           | Los Angeles (Californie)        |
| The One Rose (That’s Left in My Heart)        | Bluebird 7280    | 7 juillet 1930           | Los Angeles (Californie)        |
| For the Sake of Days Gone By                  | Victor 23651     | 9 juillet 1930           | Los Angeles (Californie)        |
| Jimmie’s Mean Mama Blues                      | Victor 23503     | 10 juillet 1930          | Los Angeles (Californie)        |
| The Mystery of Number Five                    | Victor 23518     | 11 juillet 1930          | Los Angeles (Californie)        |
| Blue Yodel No. 8                              | Victor 23503     | 11 juillet 1930          | Los Angeles (Californie)        |
| In the Jailhouse Now, No. 2                   | Victor 22523     | 12 juillet 1930          | Los Angeles (Californie)        |
| Standing on the Corner (Blue Yodel no. 9)     | Victor 23580     | 16 juillet 1930          | Los Angeles (Californie)        |
| T.B. Blues                                    | Victor 23535     | 31 janvier 1931          | San Antonio (Texas)             |
| Travellin’ Blues                              | Victor 23564     | 31 janvier 1931          | San Antonio (Texas)             |
| Jimmie the Kid                                | Victor 23549     | 31 janvier 1931          | San Antonio (Texas)             |
| Why There’s a Tear in My Eye                  | Bluebird 6698    | 10 juin 1931             | Louisville, Kentucky            |
| The Wonderful City                            | Bluebird 6810    | 10 juin 1931             | Louisville, Kentucky            |
| Let Me Be Your Sidetrack                      | Victor 23621     | 11 juin 1931             | Louisville, Kentucky            |
| Jimmie Rodgers Visits the Carter Family       | Victor 23574     | 12 juin 1931             | Louisville, Kentucky            |
| The Carter Family and Jimmie Rodgers in Texas | Bluebird 6762    | 12 juin 1931             | Louisville, Kentucky            |
| When the Cactus Is in Bloom                   | Victor 23636     | 13 juin 1931             | Louisville, Kentucky            |
| Gambling Polka Dot Blues                      | Victor 23636     | 15 juin 1931             | Louisville, Kentucky            |
| Looking for a New Mama                        | Victor 23580     | 15 juin 1931             | Louisville, Kentucky            |
| What’s It?                                    | Victor 23609     | 16 juin 1931             | Louisville, Kentucky            |
| My Good Gal’s Gone - Blues                    | Bluebird 5942    | 16 juin 1931             | Louisville, Kentucky            |
| Southern Cannon-Ball                          | Victor 23811     | 17 juin 1931             | Louisville, Kentucky            |
| Roll Along, Kentucky Moon                     | Victor 23651     | 2 février 1932           | Dallas, Texas                   |
| Hobo’s Meditation                             | Victor 23711     | 3 février 1932           | Dallas, Texas                   |
| My Time Ain’t Long                            | Victor 23669     | 4 février 1932           | Dallas, Texas                   |
| Ninety-Nine Years Blues                       | Victor 23669     | 4 février 1932           | Dallas, Texas                   |
| Mississippi Moon                              | Victor 23696     | 4 février 1932           | Dallas, Texas                   |
| Down the Old Road to Home                     | Victor 23711     | 5 février 1932           | Dallas, Texas                   |
| Blue Yodel No. 10                             | Victor 23696     | 6 février 1932           | Dallas, Texas                   |
| Home Call                                     | Victor 23681     | 6 février 1932           | Dallas, Texas                   |
| Mother, the Queen of My Heart                 | Victor 23721     | 11 août 1932             | Camden, New Jersey              |
| Rock All Our Babies to Sleep                  | Victor 23721     | 11 août 1932             | Camden, New Jersey              |
| Whippin’ That Old T.B.                        | Victor 23751     | 11 août 1932             | Camden, New Jersey              |
| No Hard Times                                 | Victor 23751     | 15 août 1932             | Camden, New Jersey              |
| Long Tall Mama Blues                          | Victor 23766     | 15 août 1932             | Camden, New Jersey              |
| Peach-Pickin’ Time Down in Georgia            | Victor 23781     | 15 août 1932             | Camden, New Jersey              |
| Gambling Barroom Blues                        | Victor 23766     | 15 août 1932             | Camden, New Jersey              |
| I’ve Only Loved Three Women                   | Bluebird 6810    | 15 août 1932             | Camden, New Jersey              |
| In the Hills of Tennessee                     | Victor 23736     | 29 août 1932             | New York, New York              |
| Prairie Lullaby                               | Victor 23781     | 29 août 1932             | New York, New York              |
| Miss the Mississippi and You                  | Victor 23736     | 29 août 1932             | New York, New York              |
| Sweet Mama Hurry Home (or I’ll Be Gone)       | Victor 23796     | 29 août 1932             | New York, New York              |
| Blue Yodel No. 12                             | Victor 24456     | 17 mai 1933              | New York, New York              |
| The Cowhand’s Last Ride                       | Victor 24456     | 17 mai 1933              | New York, New York              |
| I’m Free (From the Chain Gang Now)            | Victor 23830     | 17 mai 1933              | New York, New York              |
| Dreaming With Tears in My Eyes                | Bluebird 7600    | 18 mai 1933              | New York, New York              |
| Yodeling My Way Back Home                     | Bluebird 7280    | 18 mai 1933              | New York, New York              |
| Jimmie Rodger’s Last Blue Yodel               | Bluebird 5281    | 18 mai 1933              | New York, New York              |
| The Yodelling Ranger                          | Victor 23830     | 20 mai 1933              | New York, New York              |
| Old Pal of My Heart                           | Victor 23816     | 20 mai 1933              | New York, New York              |
| Old Love Letters (Bring Memories of You)      | Victor 23840     | 24 mai 1933              | New York, New York              |
| Mississippi Delta Blues                       | Victor 23816     | 24 mai 1933              | New York, New York              |
| Somewhere Down Below the Dixon Line           | Victor 23840     | 24 mai 1933              | New York, New York              |
| Years Ago                                     | Bluebird 5281    | 24 mai 1933              | New York, New York              |

## Clips audio
1. Waiting for a Train par Jimmie Rodgers

archive.org

2. In The Jailhouse Now par Jimmie Rodgers

Rockabilly Gold Vol. 2